# Pierre Laromiguière
Pierre Laromiguière (3 de noviembre de 1756, Livinhac-le-Haut – 12 de agosto de 1837, París) fue un filósofo francés.

## Biografía
Nació en Livinhac-le-Haut, Rouergue, el 3 de noviembre de 1756. Murió el 12 de agosto de 1837, París. Su padre, Louis, era administrador del señorío de Marcenac, además de comerciante y terrateniente. Fue el menor de 10 hermanos. Se mantuvo soltero toda su vida, rechazando casarse con Marie-Louise-Sophie de Grouchy, viuda de Nicolas de Condorcet.
Enseñó primero en colegios de provincia entre 1773 y 1792, ejerciendo como profesor de filosofía, especialmente en Toulouse desde 1784. en 1773 entra a la Congrégation des doetrinaires, en el colegio de Villefranche-de-Rouergue, siendo ordenado sacerdote el 24 de septiembre de 1785. No tendría éxito en su labor pedagógica, y provocó el descontento del Parlamento francés con su tesis sobre los derechos de propiedad en relación con los impuestos, defiendo que el pueblo francés debía ser consultado ante la potencial recaudación. En 1790 abandona su congregación, y en 1792 se termina por desentender de la Iglesia católica. En 1793, fue beneficiario del Informe escrito por Joseph Lakanal, por el que la Convención Nacional emitió el decreto relativo a la propiedad intelectual, para autores de escritos de todo tipo, compositores de música, pintores y dibujantes; siendo recompensado con una pensión de 2.000 libras. Posteriormente, se trasladó a París, donde fue nombrado profesor de lógica en la Escuela Normal Superior de París en 1795 y dio clases en el Pritaneo Nacional Militar. En 1799 fue nombrado miembro del Tribunato y en 1833 de la Académie des sciences morales et politiques. En 1793 publicó Projet d'éléments de métaphysique. También escribió dos memórias leídas ante el Instituto de Francia: Les Paradoxes de Condillac (1805) y Le cours de philosophie (1815-1818). Rechazó la invitación de acompañar a Emmanuel-Joseph Sieyès, en 1798, en su viaje de asunción como embajador plenipotenciario de Francia a la corte de Berlín. igualmente, se abstuvo de participar de la campaña napoleónica en Egipto y Siria. Se negó a presentarse a las elecciones de la Academia francesa en 1822.
La filosofía de Laromiguière polemizó con la psicología fisiológica de científicos naturales como Pierre-Jean-Georges Cabanis. Distinguió entre los fenómenos psicológicos, que pueden atribuirse directamente a causas puramente físicas, y las acciones del alma, que se originan en su interior. Si bien rechazaba considerar a la psicología como una rama de la fisiología, tampoco dotó a su teoría de una base metafísica abstrusa. Discípulo de Étienne Bonnot de Condillac (al cual comenzó a 1784 y de quien llegaría a ser editor) y deudor en gran parte de su ideología a Antoine Destutt de Tracy, concedía una mayor importancia a la atención como facultad psíquica. La atención proporciona los hechos, la comparación los agrupa y combina, mientras que la razón los sistematiza y explica. El alma es activa en su elección, es decir, está dotada de libre albedrío y, por lo tanto, es inmortal.
No sentía ningún respeto por las ciencias naturales como vía para lograr descubrimientos genuinos. Sostenía que sus juicios son, en el mejor de los casos, afirmaciones de identidad; y que sus supuestos descubrimientos no son más que la reiteración, en una nueva forma, de verdades obvias ya conocidas. Laromiguière no fue el primero en desarrollar estas ideas; le debía mucho a Condillac, Destutt de Tracy y Cabanis. La precisión de su lenguaje y la pureza de su estilo dieron a sus obras una gran influencia, especialmente sobre Armand Marrast, Louis Cardaillac y Victor Cousin. Una conferencia suya en la Escuela Normal Superior de París impresionó tanto a Cousin que este se dedicó de inmediato al estudio de la filosofía. Théodore Simon Jouffroy e Hippolyte Taine coinciden en describirlo como uno de los grandes pensadores del siglo XIX.

## Honores y distinciones
- Asociado no residente y luego miembro del Instituto de Francia (1796).
- Miembro del Tribunato (1799-1802), siendo su secretario en 1801.
- Miembro de la Académie des sciences morales et politiques en 1832.
- Caballero de la Legión de Honor (1827).
- Oficial de la Legión de Honor (1837).[2]

## Perfil político
Fue partidario de la Revolución. Se opuso a Napoleón Bonaparte, permaneciendo fiel a la izquierda liberal bajo la Restauración, pero su moderación le evitó los problemas que otros Ideólogos experimentaron en aquella época.

## Postura religiosa
Nació en el seno de una familia devota al catolicismo. Más tarde se hizo discípulo de Condillac y perteneció al grupo de los Ideólogos, pero poco a poco se decantó por el espiritismo.

## Obras
- Projets d'éléments de Métaphysique, 1793.
- La Langue des calculs, 1797.
- Paradoxes de Condillac, 1805.
- Leçons de philosophie, ou Essais sur les facultés de l'âme, 2 vol., 1815-1817.